# Pacatus
Latinus Pacatus Drepanius, dit « Pacatus » est un rhéteur latin, de religion païenne, né à Bordeaux ou à Agen, et qui fut lié avec Ausone. 

## Biographie
Professeur de rhétorique à Burdigala (Bordeaux), Pacatus prononce un panégyrique de Théodose Ier à Rome en 389, afin de le féliciter de sa victoire sur l'usurpateur Maxime, qui se trouve dans les Panaegyrici veteres d'Arntzenius. Il y apporte des renseignements précieux sur le parcours militaire de Théodose avant son accession au trône et participe aussi à la réhabilitation du père de l'empereur, Théodose l'Ancien exécuté dans des circonstances obscures en 376. En revanche sa partialité est grande, notamment envers les actes politiques et religieux de Maxime. En 390, il est nommé proconsul de la province Afrique.
L'Histoire littéraire de la France lui consacre un chapitre.
Pour René Pichon, Pacatus Drepanius serait le créateur du recueil des Panégyriques latins, tel qu'il a été retrouvé à Mayence au XVe siècle, même s'il est impossible d'être absolument affirmatif en la matière, comme le souligne Antony Hostein. Le professeur de rhétorique aurait placé son propre panégyrique, adressé à Théodose en 389, en deuxième position. Ce discours est connu dans l'ordonnancement moderne des Panégyriques latins comme le Panégyrique XI.